# Kathleen Marshall
Kathleen Marshall (Madison, 28 settembre 1962) è una coreografa e regista teatrale statunitense.

## Biografia
Sorella di Rob Marshall, studiò allo Smith College. Dopo aver danzato in produzioni regionali dei musical Follies (1982), Anything Goes (1986) e 42nd Street (1987), cominciò a lavorare a Broadway nel 1993 come assistente del fratello per le coreografie del musical Kiss of the Spider Woman a Broadway. Collaborò ancora con il fratello alla regia e per le coreografie dei musical She Loves Me (1993), Damn Yankees (1994), Victor/Victoria (1995) e Seussical (2000) a Broadway. Intanto tra il 1996 e il 2000 fu anche direttrice artistica della serie Encores! al New York City Center dell'Off Broadway, per cui coreografò musical come The Boys from Syracuse, Call Me Madam e Wonderful Town. Nel 2000 fece il suo debutto a Broadway come coreografa, curando i numeri ballati di Kiss Me, Kate, che le valsero una candidatura al Tony Award alla miglior coreografia. L'anno successivo curò anche le coreografie di un revival di Follies, per cui fu candidata all'Outer Critics Circle Award.
La produzione di Wonderful Town diretta e coreografata dalla Marshall fu talmente apprezzata da essere riproposta a Broadway nel 2003 e rimase in scena fino al 2005, valendo alla Marshall una candidatura al Tony Award alla miglior regia di un musical e una vittoria al Tony Award alla miglior coreografia. Vinse successivamente il Tony Award alla miglior coreografia per le sue coreografie dei musical The Pajama Game (2006) e Anything Goes (2011). Sempre per Anything Goes ha vinto anche il Premio Laurence Olivier alla miglior coreografia nel 2022.
Kathleen Marshall è sposata con Scott Landis dal 2009 e la coppia ha avuto due figli, i gemelli Ella e Nathaniel, nati nel maggio 2010.

## Teatrografia
- Swinging on a Star (1995) – coreografa
- 1776 (1997) – coreografa
- Kiss Me, Kate (1999) – coreografa
- Ring Round the Moon (1999) – coreografa
- Follies (2001) – coreografa
- Wonderful Town (2003) – regista e coreografa
- Little Shop of Horrors (2003) – coreografa
- Two Gentlemen of Verona (2005) - regista e coreografa
- The Pajama Game (2006) – regista e coreografa
- Grease (2007) – regista e coreografa
- Calvin Berger (2010) – regista e coreografa George Street Playhouse, New Brunswick, New Jersey
- Anything Goes (2011) – regista e coreografa
- Nice Work If You Can Get It (2012) – regista e coreografa
- In Transit, (2016) – regista e coreografa
- Anything Goes (2021) – regista e coreografa

### Con Rob Marshall
- Kiss of the Spider Woman (1993) – assistente coreografa
- She Loves Me (1993) – assistente coreografa
- Damn Yankees (1994) – assistente coreografa
- Victor/Victoria (1995) – assistente coreografa
- Seussical (2000) – assistente coreografa

## Filmografia

### Televisione
- 2 Broke Girls – serie TV, 4 episodi (2016)

## Riconoscimenti
- Tony Award
  - 2000 – Candidatura alla miglior coreografia per Kiss Me, Kate
  - 2004 – Candidatura alla miglior regia di un musical per Wonderful Town
  - 2004 – Miglior coreografia per Wonderful Town
  - 2006 – Candidatura alla miglior regia di un musical per The Pajama Game
  - 2006 – Miglior coreografia per The Pajama Game
  - 2011 – Candidatura alla miglior regia di un musical per Anything Goes
  - 2011 – Miglior coreografia per Anything Goes
  - 2012 – Candidatura alla miglior regia di un musical per Nice Work If You Can Get It
  - 2012 – Candidatura alla miglior coreografia per Nice Work If You Can Get It
- Primetime Emmy Awards
  - 2003 – Candidatura alla miglior coreografia per The Music Man
- Drama Desk Award
  - 1996 – Candidatura alla miglior coreografia per Swinging on a Star
  - 2000 – Candidatura alla miglior coreografia per Kiss Me, Kate
  - 2004 – Candidatura alla miglior regia di un musical per Wonderful Town
  - 2004 – Miglior coreografia per Wonderful Town
  - 2006 – Candidatura alla miglior regia di un musical per The Pajama Game
  - 2006 – Miglior coreografia per The Pajama Game
  - 2011 – Candidatura alla miglior regia di un musical per Anything Goes
  - 2011 – Miglior coreografia per Anything Goes
  - 2012 – Candidatura alla miglior regia di un musical per Nice Work If You Can Get It
  - 2012 – Candidatura alla miglior coreografia per Nice Work If You Can Get It
  - 2020 – Candidatura alla miglior regia di un musical per The Unsinkable Molly Brown
  - 2020 – Candidatura alla miglior coreografia per The Unsinkable Molly Brown
- Laurence Olivier Awards
  - 2002 – Candidatura alla miglior coreografia teatrale per Kiss Me, Kate
  - 2022 – Candidatura alla miglior regia per Anything Goes
  - 2022 – Miglior coreografia teatrale per Anything Goes
- Outer Critics Circle Award
  - 2000 – Candidatura alla miglior coreografia per Kiss Me, Kate
  - 2001 – Candidatura alla miglior coreografia per Follies
  - 2004 – Candidatura alla miglior regia di un musical per Wonderful Town
  - 2004 – Miglior coreografia per Wonderful Town
  - 2006 – Candidatura alla miglior regia di un musical per The Pajama Game
  - 2006 – Miglior coreografia per The Pajama Game
  - 2011 – Candidatura alla miglior regia di un musical per Anything Goes
  - 2011 – Miglior coreografia per Anything Goes
  - 2012 – Candidatura alla miglior regia di un musical per Nice Work If You Can Get It
  - 2012 – Candidatura alla miglior coreografia per Nice Work If You Can Get It